# Dargay Marcell
Dargay Marcell (Eger, 1980. február 13. –) Artisjus-díjas magyar zeneszerző, zongorista. Dargay Lajos, szobrász fia. A Széchenyi Irodalmi és Művészeti Akadémia tagja.

## Eddigi életpályája
Általános-, és zeneiskolai tanulmányait Kalocsán végezte 1986 és 1994 között. A Bartók Béla Zeneművészeti Szakközépiskolában 1994 és 1998 között Fekete Győr István növendékeként tanult zeneszerzés szakon, a zongora szakon pedig Faddi Sarolta és Benkő Zoltán voltak a tanárai. 2004-ben szerezte diplomáját a Liszt Ferenc Zeneművészeti Egyetemen, Vidovszky László zeneszerzés-, illetve Komlós Katalin zeneelmélet-osztályában. Ugyanott Jeney Zoltántól, Serei Zsolttól és Wilheim Andrástól is tanult.
2003-ban részt vett az Ostrava Days experimentális zenei fesztiválon, ahol többek között Tristan Murail, Christian Wolff, Frederic Rzewski és Alvin Lucier előadásait hallgatta.
Több színházi kísérőzenét is komponált a Katona József Színház, a Radnóti Miklós Színház, a Színház és Filmművészeti Egyetem és az Ódry Színpad számára. Olyan rendezőkkel dolgozott együtt, mint Ács János, Ascher Tamás, Fehér Balázs Benő, Gothár Péter, Nagy Péter István, Máté Gábor , Schilling Árpád, Zsámbéki Gábor.
Hálátlan dögök című operáját a Krétakör mutatta be, 2011 júliusában, Gulyás Márton rendezéseben.
Neve kortárs bemutatók zongoristájaként is ismert. Többek között Bozay Attila, Bánkövi Gyula, Fekete Gyula, Futó Balázs, Horváth Balázs, Kondor Ádám és Vidovszky László darabjainak több ősbemutatója is az ő nevéhez fűződik.
Budapest kortárs zenei életének állandó szereplője. A FUGA Budapesti Építészeti Központban működő CentriFUGA kortárs zeneszerzői alkotóműhely állandó résztvevője.  Ott rendezték meg első szerzői estjét is, 2016. április 10-én.
2019 júliusában a bécsi Muth Theaterben mutatta be a Forte Társulat  "El, valahová" című zenés színházi művét, melyet Horváth Csabával közösen írtak.
2016 szeptemberétől a Liszt Ferenc Zeneművészeti Egyetem doktoriskolájának hallgatója, valamint ugyanott klasszikus kompozíciós gyakorlatot és partitúraolvasást tanít doktoranduszként a zeneszerzés szakon. 2006 óta a Színház és Filmművészeti Egyetem óraadó tanára.

## Díjak, elismerések
- 2001: Artisjus-díj
- 2002: Köztársasági-ösztöndíj
- 2011: Új Magyar Zenei Fórum III. díj (Circ(u)s című darabjáért)[13]
- 2011: Kodály-ösztöndíj
- 2015: Új Magyar Zenei Fórum III. díj (Monument of the Immortal Immigrant című darabjáért)[14]
- 2015: Színikritikusok Díja - A legjobb színházi zene (Faust I-II., Katona József Színház)[5]

## Főbb művei
- An[a]them[a] (2008) [1]
- Tempus Imperfectum (2010, 2014) [15]
- Circ(u)s (2010) [1]
- Hálátlan dögök (2011) [7]
- Worte und/and music (2018-19)[16]
- Quintetto - in memoriam András Wilheim (2022)
- Gyermekszoba (kiáltással) (2022)
- Suite in C (2023-24)
- XXLP - A Tribute Album (2023-24)

## Külső hivatkozások
- Dargay Marcell a BMC adattárában
- Filmacademy.hu
- Port.hu
- Kalocsa TV[halott link]